# Piper berembunense
Piper berembunense är en pepparväxtart som beskrevs av Chaveer. & Sudmoon. Piper berembunense ingår i släktet Piper och familjen pepparväxter. Inga underarter finns listade i Catalogue of Life.